# Artenschutzrecht
Das Artenschutzrecht umfasst jene Rechtsnormen, die auf den Schutz wild lebender Tier- und Pflanzenarten und ihrer Lebensstätten abzielen; dem Schutz von Tieren, dabei vor allem Wirbeltieren als Individuum dient hingegen eher das Tierschutzrecht. Das Artenschutzrecht zählt traditionell zu dem Kernbereich des deutschen wie internationalen Naturschutzrechtes. Sein Bedeutungszuwachs resultiert auch daraus, dass es je nach Perspektive zunehmend als "veritables rechtliches Hindernis" für Infrastrukturvorhaben wahrgenommen wird.

## Rechtsgrundlagen
Die Bestimmungen der EU-Artenschutzverordnung gelten unmittelbar; sie setzen für die Europäische Union vor allem das Washingtoner Artenschutzübereinkommen (WA oder CITES) um.
Das deutsche Bundesnaturschutzgesetz widmet dem Artenschutzrecht Kapitel 5 (§§ 37-55 BNatSchG). Es teilt sich insbesondere in die Vorschriften zum Schutz aller wild lebenden Tier- und Pflanzenarten (sog. allgemeines Artenschutzrecht, §§ 39 ff BNatSchG) sowie derer, die für besonders bzw. streng geschützte Arten Zugriffs-, Besitz und Vermarktungsverbote enthalten (§§ 44 ff BNatSchG). Die Bedeutung der Bundesartenschutzverordnung liegt insbesondere darin, dass sie in Anlage 1 weitere, national besonders bzw. streng geschützten Arten auflistet.

## Artenschutz
Die abstrakte Definition findet sich in § 7 Abs. 2 Nr. 13 und 14 BNatSchG. Um in der Praxis festzustellen, ob einer Tier- oder Pflanzenart das besondere Artenschutzrecht zugutekommt, blickt man in die alphabetisch sortierte und hinsichtlich der deutschen Artnamen komplettierte Liste der Anlage 1 zur Bundesartenschutzverordnung, in Anhang IV der FFH-Richtlinie und in Anhang A und B der EU-Artenschutzverordnung (das sind durch Handel gefährdete Arten der Anhänge I+II des Washingtoner Artenschutz-Übereinkommens, weniger einheimische Arten). Oder vorher besser in das dazu eingerichtete Online-Suchportal des Bundesamtes für Naturschutz WISIA.
Beispiele: Alle Fledermausarten sind sowohl besonders als auch streng geschützte Tierarten. Alle wild lebenden Vogelarten, die in Europa vorkommen, sind besonders geschützt. Von diesen sind 94 Arten wie z. B. der Schwarzstorch und der Mittelspecht zudem streng geschützte Arten.

## Verbote
§ 44 Abs. 1 BNatSchG enthält Zugriffsverbote für besonders geschützte (s. o.) Pflanzen und Tiere. Dies verbietet die Entnahme, Beschädigung oder Zerstörung von Exemplaren besonders geschützter Pflanzen und, besonders geschützten Tieren nachzustellen, sie zu verletzen oder gar zu töten. Verboten ist auch die Beschädigung der Standorte besonders geschützter Pflanzen oder der Fortpflanzungs- und Ruhestätten besonders geschützter Tiere.
Außerdem gelten Besitz- und Vermarktungsverbote.
Für streng geschützte Arten (Anh. IV FFH-RL und Anh. A EU-ArtenSch-VO) und europäische Vogelarten (vgl. Art. 1 der Vogelschutzrichtlinie) gilt zudem ein Störungsverbot während der Fortpflanzungs-, Aufzucht, Mauser-, Überwinterungs- und Wanderungszeiten.